# Gandi Mukli
Gandi Mukli (* 1968 in München) ist ein deutscher Schauspieler.

## Leben
Der Sohn einer Türkin und eines Syriers wuchs in München auf und lebt in Köln.
Frühe kleine Filmrollen übernahm er unter anderem in Ein Stückchen Himmel und Kir Royal.
Nach einem ersten Kinoauftritt in Kadir Sözens Winterblume (1997) spielte er 1998 die Hauptrolle in Lola und Bilidikid von Kutlug Ataman. Fernseh- und weitere Kinorollen folgten. Seine letzten beachteteren Arbeiten waren Meine verrückte türkische Hochzeit (2006) und Evet, ich will! (2009). Zwischen 1998 und 2004 hatte er einige Einsätze in der Lindenstraße in der ARD in Nebenrollen.
Das Migration-Audio-Archiv enthält einen autobiografischen Text von Mukli.

## Filmografie
- 1997: Winterblume
- 1999: Lola + Bilidikid
- 2000: Schimanski (Fernsehserie, 1 Folge)
- 2001: Nach dem Piepton (Kurzfilm)
- 2002: Was guckst du?! (Fernsehserie)
- 2003: Die Sitte (Fernsehserie, 1 Folge)
- 2004: Süperseks
- 2001–2004: SK Kölsch (Fernsehserie, 2 Folgen)
- 1999–2005: Lindenstraße (Fernsehserie, 4 Folgen)
- 2005: Ein schöner Tag (Kurzfilm)
- 2006: Axel! wills wissen (Fernsehserie, 1 Folge)
- 2006: Meine verrückte türkische Hochzeit (Fernsehfilm)
- 2008: Evet, ich will!
- 2010: Takiye – In Gottes Namen